# Schistidium deceptionense
Schistidium deceptionense là một loài Rêu trong họ Grimmiaceae. Loài này được Ochyra, Bednarek-Ochyra & Lewis-Smith mô tả khoa học đầu tiên năm 2003.